# Maxime Le Forestier
Maxime Le Forestier (Parijs, 10 februari 1949), de artiestennaam  van Bruno Le Forestier, is een Frans singer-songwriter, muzikant en acteur.

## Biografie
Maxime Le Forestier werd op 10 februari 1949 geboren op in Parijs. 
Bruno ging naar de middelbare school aan het Lycée Condorcet, maar kwam niet verder dan het eerste jaar en werd in 1965 van het lyceum gestuurd wegens ongedisciplineerd gedrag.

## Discografie

### Albums
- 1972 : Mon frère
- 1973 : Le Steak
- 1975 : Saltimbanque
- 1976 : Hymne à sept temps
- 1978 : Maxime Le Forestier no 5
- 1980 : Les Rendez-vous manqués
- 1981 : Dans ces histoires...
- 1983 : Les Jours meilleurs
- 1986 : After Shave
- 1988 : Né quelque part
- 1991 : Sagesse du fou
- 1995 : Passer ma route
- 2000 : L'Écho des étoiles
- 2008 : Restons amants
- 2013 : Le Cadeau
- 2019 : Paraître ou ne pas être

## Filmografie

### Cinema
- 1975 : La Chaise vide : Maxime
- 1987 : Duo solo
- 2003 : Les Clefs de bagnole